# Musique de table
Pour les articles homonymes, voir Tafelmusik (homonymie).
 (novembre 2023).
Si vous disposez d'ouvrages ou d'articles de référence ou si vous connaissez des sites web de qualité traitant du thème abordé ici, merci de compléter l'article en donnant les références utiles à sa vérifiabilité et en les liant à la section « Notes et références ».

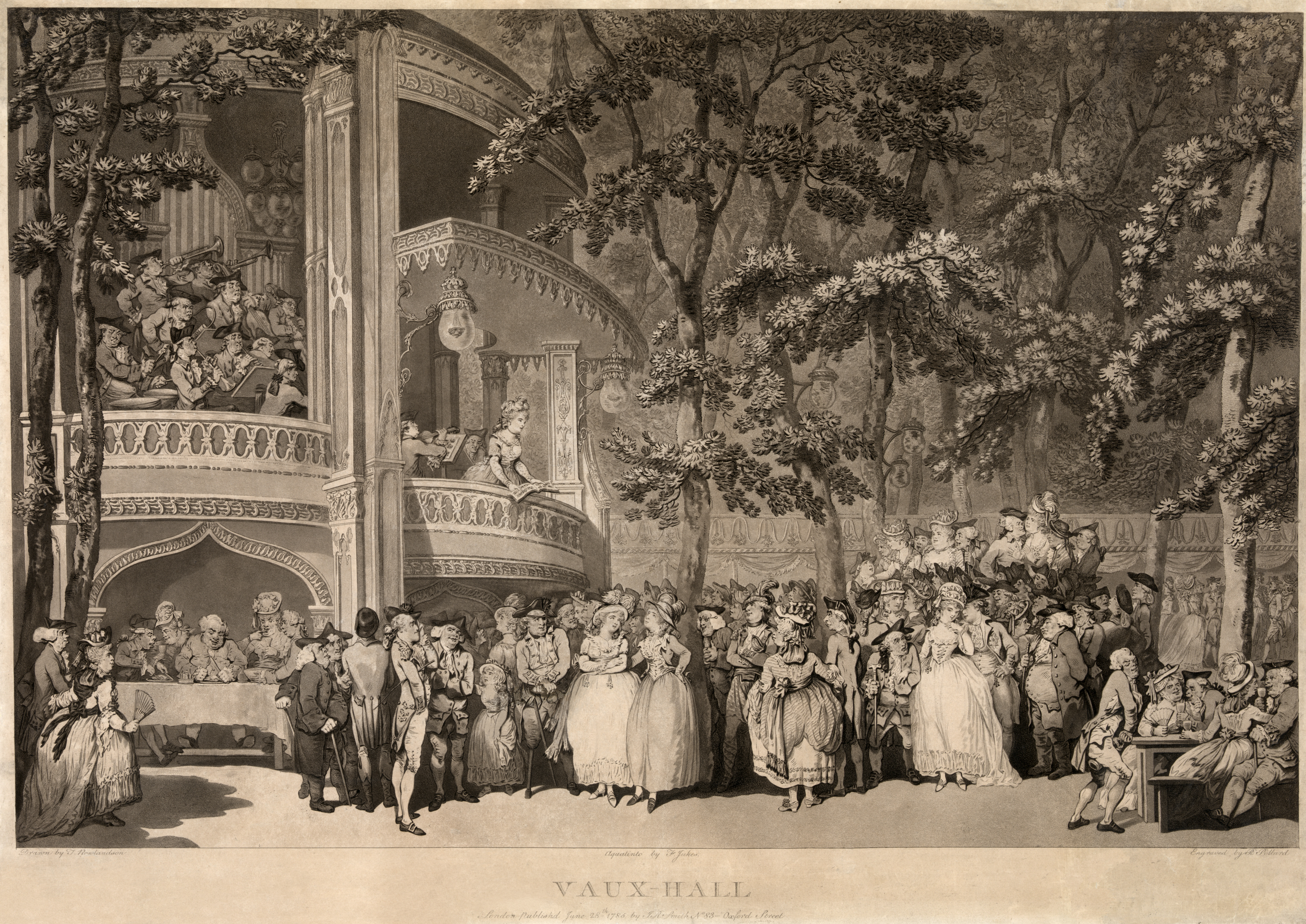
Musiciens accompagnant un banquet

Musique de table (en allemand Tafelmusik) est un terme désignant le répertoire d'œuvres composées aux XVIe et XVIIe siècles pour accompagner les fêtes et les banquets. Instrumentale ou vocale, elle est souvent plus légère que la musique créée pour d'autres circonstances. On la trouve aussi sous les noms de mensa sonora, encænia musices, mensa harmonica, musical banquet ou encore musique pour les soupers du Roi. Elle est remplacée dans sa fonction à la fin du XVIIIe siècle par le divertimento et son intérêt décline rapidement. 
Parmi les compositeurs les plus représentatifs de la Tafelmusik se trouvent Johann Hermann Schein dont le Banchetto musicale (banquet musical) de 1617 jouit d'une importante renommée, et Michael Praetorius qui a décrit le phénomène de la musique de table dans son Syntagma musicum de 1619. La musique de Schein est régulièrement jouée par des ensembles de musique ancienne. La Tafelmusik, ou Musique de table (son titre originel, en français), du compositeur baroque Georg Philipp Telemann est peut-être son recueil le plus célèbre ; composée en 1733, elle démontre l'habileté du compositeur dans le traitement de la diversité des genres musicaux et de la variété des instruments et a, en ce sens, été comparée aux Concertos brandebourgeois (titre originel, en français : Six concerts avec plusieurs instruments) de Johann Sebastian Bach.

## Historique
La coutume consistant à accompagner les banquets et les symposiums avec de la musique est attestée par les temples égyptiens, hébreux, grecs et romains. La tradition, qui perdure pendant le Moyen Âge, se renforce à partir du XVe siècle. Lors des festins solennels, et en particulier lors des repas de noces, la présence de chanteurs et de musiciens est courante et presque une obligation. Par exemple, le luthiste et harpiste du Concerto Palatino (en) de Bologne se voit assigner la « tâche de charmer, avec de délicates danses instrumentales, les oreilles des illustres convives pendant le déjeuner » et le diner.
C'est surtout lors des XVIIe et XVIIIe siècles, en Allemagne et en France, que la musique de table séduit les compositeurs et se caractérise comme un genre musical à part entière. Sa forme canonique est celle de la suite de danses. Parmi les auteurs de musique de table, on peut citer Johann Hermann Schein, dont le Banchetto musicale de 1617 est rapidement devenu célèbre, Andreas Hammerschmidt et Heinrich Biber en Allemagne, Jean-Baptiste Lulli et Michel-Richard de Lalande (Symphonies pour les Soupers du Roy) en France. Michael Praetorius parle de ce genre musical dans son Syntagma musicum de 1619. 
L'exemple le plus connu est celui de la Tafelmusik de Georg Philipp Telemann composée en 1733 : elle se structure en une ouverture, un quatuor, un concerto, un trio, un passage en solo et un finale dans la même tonalité et montre la maîtrise du musicien dans des genres variés et avec des instruments différents. Un autre exemple remarquable est celui de la musique de table avec laquelle Wolfgang Amadeus Mozart ouvre le « festin de pierre » final de son opéra Don Giovanni de 1787. La musique de table de Mozart était, comme la plupart des divertimentos, jouée par un ensemble de bois. Beethoven a lui aussi composé de la musique de table, par exemple l'octuor op. 103 de 1792, composé pour agrémenter la table du Prince-Électeur de Bonn.   
À partir du XVIIIe siècle ce répertoire est souvent décrit sous le nom de divertimento. Elle décline alors rapidement puis réapparaît dans le genre vocal des Liedertafel (chants de table) de Carl Friedrich Zelter en 1809. On peut rattacher à la musique de table les courtes compositions de Gioachino Rossini (qui était aussi un célèbre gastronome) nommées d'après des hors-d'œuvre et des desserts, seules entorses à sa décision prise en 1829 de ne plus écrire de musique. Des sociétés chorales de voix d'hommes en poursuivent la pratique jusqu'au milieu du XXe siècle.
En réaction à la musique romantique, est apparue au XXe siècle la notion de Gebrauchsmusik (de) (musique utilitaire). Des compositeurs comme Eric Satie (Musique d'ameublement), Paul Hindemith (Plöner Musiktag) ou Bernd Alois Zimmermann (Musique pour le Souper du Roi Ubu), ont adopté à cette occasion la tradition de la musique accompagnant des évènements non musicaux.

## Sources
- (it)/(de)/(en) Cet article est partiellement ou en totalité issu des articles intitulés en italien « Musica da tavola » (voir la liste des auteurs), en allemand « Tafelmusik » (voir la liste des auteurs) et en anglais « Tafelmusik (musical term) » (voir la liste des auteurs).